# Fernanda Ferreira
Fernanda Cristina Ferreira (Rio de Janeiro, 10 gennaio 1980) è un'ex pallavolista brasiliana.
Giocava nel ruolo di palleggiatrice.

## Carriera
Fernanda Ferreira, detta Fernandinha, muove i suoi primi passi nella pallavolo giocando per la formazione dell'América all'età di nove anni. In seguito milita nei settori giovanili di altri due club carioca, il Fluminense e il Botafogo; con la nazionale under 18 vince la medaglia d'argento al campionato sudamericano 1996 e quella d'oro al campionato mondiale 1997.
Diciottenne debutta in Superliga nella stagione 1998-99, ingaggiata dal Pinheiros, dove gioca per due annate, prima di approdare al São Caetano nel campionato 2000-01, restandovi sempre per due annate; con la nazionale under 20 vince la medaglia d'oro al campionato sudamericano 1998 e quella d'argento al campionato mondiale 1999.
Nel campionato 2002-03 difende i colori del Paraná, prima di ritornare per due stagioni al Pinheiros. Dopo una parentesi nella stagione 2005-06 al Brasil, nella stagione seguente viene acquistata dal Finasa di Osasco, vincendo il Campionato Paulista e la Coppa San Paolo.
Nella stagione 2007-08 arriva in Italia tra le file del Santeramo, con il quale disputa il suo primo campionato di serie A1, mentre nella stagione successiva passa al Busto Arsizio: raggiunge le semifinali scudetto, traguardo storico per la squadra bustocca e la qualificazione alla Coppa CEV, competizione che vincerà la stagione successiva; in questo periodo fa inoltre il proprio debutto nella nazionale brasiliana in occasione del Montreux Volley Masters 2009.
Nella stagione 2010-11 viene ingaggiata dalla neo-promossa Universal Modena; a metà della stagione 2011-12 rescinde il contratto con la squadra modenese per passare all'İqtisadçı, nella Superliqa azera; nel 2012, con la nazionale, vince la medaglia d'argento al World Grand Prix e la medaglia d'oro ai Giochi della XXX Olimpiade di Londra.
Nella stagione 2012-13 ritorna in patria, ingaggiata dal Campinas; nella stagione successiva, invece, passa al Barueri, lasciando tuttavia il club qualche mese prima del termine del campionato. Nel campionato 2014-15 torna in Italia per giocare con il Pavia, in Serie A2. Si trasferisce quindi in Francia, nella Ligue A, per disputare il campionato successivo con il Nantes; tuttavia, avendo a disposizione un fisioterapista solo due volte a settimana, poco prima dell'inizio dell'annata decide di ritirarsi.

## Palmarès

### Club
- Campionato Paulista: 1

2006
- Coppa San Paolo: 1

2006
- Coppa CEV: 1

2009-10
- Salonpas Cup: 1

2003

### Nazionale (competizioni minori)
- Campionato sudamericano under 18 1996
- Campionato mondiale under 18 1997
- Campionato sudamericano under 20 1998
- Campionato mondiale under 20 1999